# Cynthia M. Friend
Cynthia Marie Friend (* 16. März 1955 in Hastings, Nebraska) ist eine US-amerikanische Chemikerin und Chemieingenieurin. Sie ist Theodore Williams Richards Professor of Chemistry an der Harvard University. Sie befasst sich mit Oberflächenchemie und Katalyse und Materialwissenschaft.
Friend studierte an der University of California, Davis mit dem Bachelor-Abschluss 1977 und wurde 1981 an der University of California, Berkeley bei Earl Muetterties mit der Arbeit Surface Studies of Nickel in Chemie promoviert. Nach Post-Doc Zeit an der Stanford University und in der Forschung bei General Motors wurde sie 1982 Assistant Professor an der Harvard University, an der sie 1988 Morris Kahn Associate Professor und 1989 Theodore Williams Richards Professor wurde. In Harvard war sie Vorstand der Chemiefakultät und Associate Dean der Faculty of Arts and Sciences. 2002 bis 2011 war sie Co-Principal Investigator am MRSEC in Harvard (Material Research Science and Engineering Center).
Sie befasst sich in ihrem Labor mit der Entwicklung energieeffizienter nachhaltiger chemischer Prozesse mit heterogener Katalyse. Dafür entwickelte sie detaillierte Modelle der Reaktivität an Oberflächen. Speziell befasst sie sich mit Oxidations-Katalyse auf Gold, Silber und Kupfer und deren Legierungen, sowie mit der Kontrolle der chemischen Eigenschaften von Metalloxiden (speziell für Photokatalyse geeignete Stoffe) für die Katalyse thermodynamisch ungünstiger Reaktionen wie Spaltung von Wasser, Reduktion von Kohlendioxid und Oxidation und Reduktion sauerstoffhaltiger Umweltschadstoffen.
Sie befasste sich auch mit der Oberflächenchemie von Metallablagerungen auf Halbleitern, unter anderem in den 1980er Jahren in Zusammenarbeit mit IBM.
1991 erhielt sie die Garvan-Olin-Medaille und den Agnes Fay Morgan Research Award, 2009 den George A. Olah Award in Hydrocarbon or Petroleum Chemistry, 2017 den ACS Award in Surface Chemistry und 2022 die F. A. Cotton Medal. 1985 erhielt sie einen Presidential Young Investigator Award. 2018 wurde Friend in die American Academy of Arts and Sciences gewählt, 2019 in die National Academy of Sciences.
Sie ist Herausgeberin der Accounts of Chemical Research und war in den Herausgebergremien von ACS Catalysis, Chemical Science und des Journal of the American Chemical Society. Ab 1992 war sie im Rat für Chemie des National Research Council.
2011/12 war sie Associate Director des SLAC. 1983 bis 1988 arbeitete sie am National Synchrotron des Brookhaven National Laboratory.
Sie ist seit 1980 verheiratet und hat zwei Kinder.
Sie ist nicht mit der Mikrobiologin Cynthia Friend (* 1940), Prof. an der University of Maine, zu verwechseln.